# 1914 en Alberta
Chronologie de l'Alberta
- 1910
- 1911
- 1912
- 1913
- 1914
- 1915
- 1916
- 1917
- 1918

Cette page concerne des événements qui se sont produits durant l'année 1914 dans la province canadienne de l'Alberta.

## Politique
- Premier ministre :  Arthur Lewis Sifton du Libéral
- Chef de l'Opposition :
- Lieutenant-gouverneur : George Hedley Vicars Bulyea (en)
- Législature :

## Événements
- Découverte de champs de pétrole à Turner Valley[1].

## Naissances
- Leonidas Alaoglu (1914-1981), mathématicien canadien né à Red Deer, célèbre pour son résultat d'analyse fonctionnelle appelé théorème d'Alaoglu (aussi appelé théorème de Banach-Alaoglu et même théorème de Banach-Alaoglu-Bourbaki sous sa forme généralisée) sur la faible-* compacité de la boule unité du dual d'un espace vectoriel normé.

- 19 avril : Joseph Stone, de son vrai nom Joseph Benjamin Stone, est un scénariste né  à Carstairs et mort le 5 octobre 2001 à Bellingham dans l'État de Washington aux États-Unis.

- 4 mai : Hugo Butler (né à Calgary) et mort le 7 janvier 1968 à Hollywood) , scénariste canadien ayant fait sa carrière dans le cinéma américain.

- 7 juillet : Harry Strom, premier ministre de l'Alberta.

- 4 août : Neil Colville (né à Edmonton - mort le 26 décembre 1987), joueur et un entraîneur professionnel canadien de hockey sur glace qui évoluait au poste de centre puis de défenseur[2].